# Département d'Aluminé
Le département d'Aluminé est une des 16 subdivisions de la province de Neuquén, en Argentine. Son chef-lieu est la ville d'Aluminé située sur le Río Aluminé, émissaire du superbe lac Aluminé.
Le département a une superficie de 11 655 km2. Sa population s'élevait à 6 308 habitants en 2001.

## Autres villes
- Villa Pehuenia, petit centre de sports d'hiver, sur la rive nord du lac Aluminé.

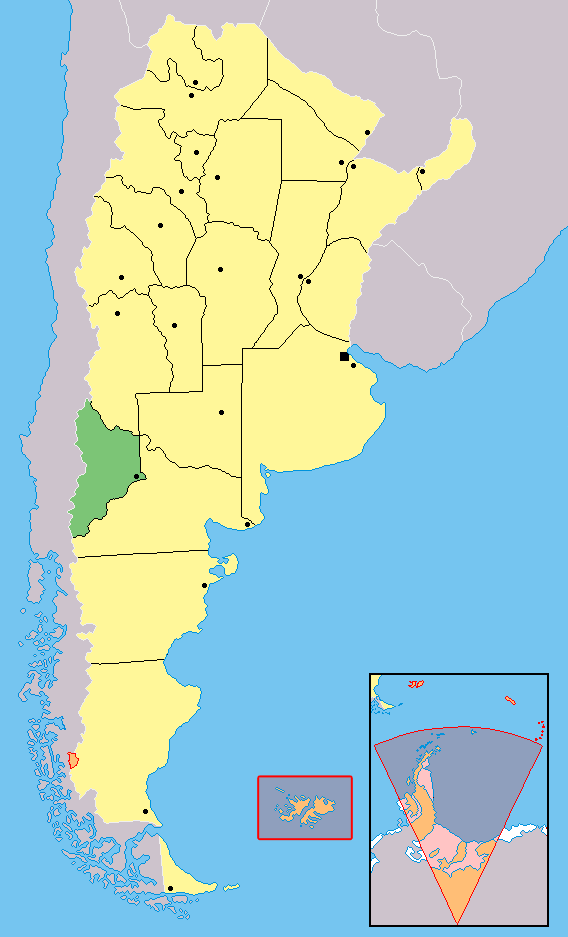
Localisation de la province de Neuquén en Argentine